# Uhlmann Pac-Systeme
Uhlmann ist ein Hersteller von Maschinen für das Verpacken und Kartonieren von Pharmazeutika in Folien- oder Alupackungen, sogenannten Blistern, und Arzneimittelflaschen in Laupheim (Baden-Württemberg).

## Geschichte

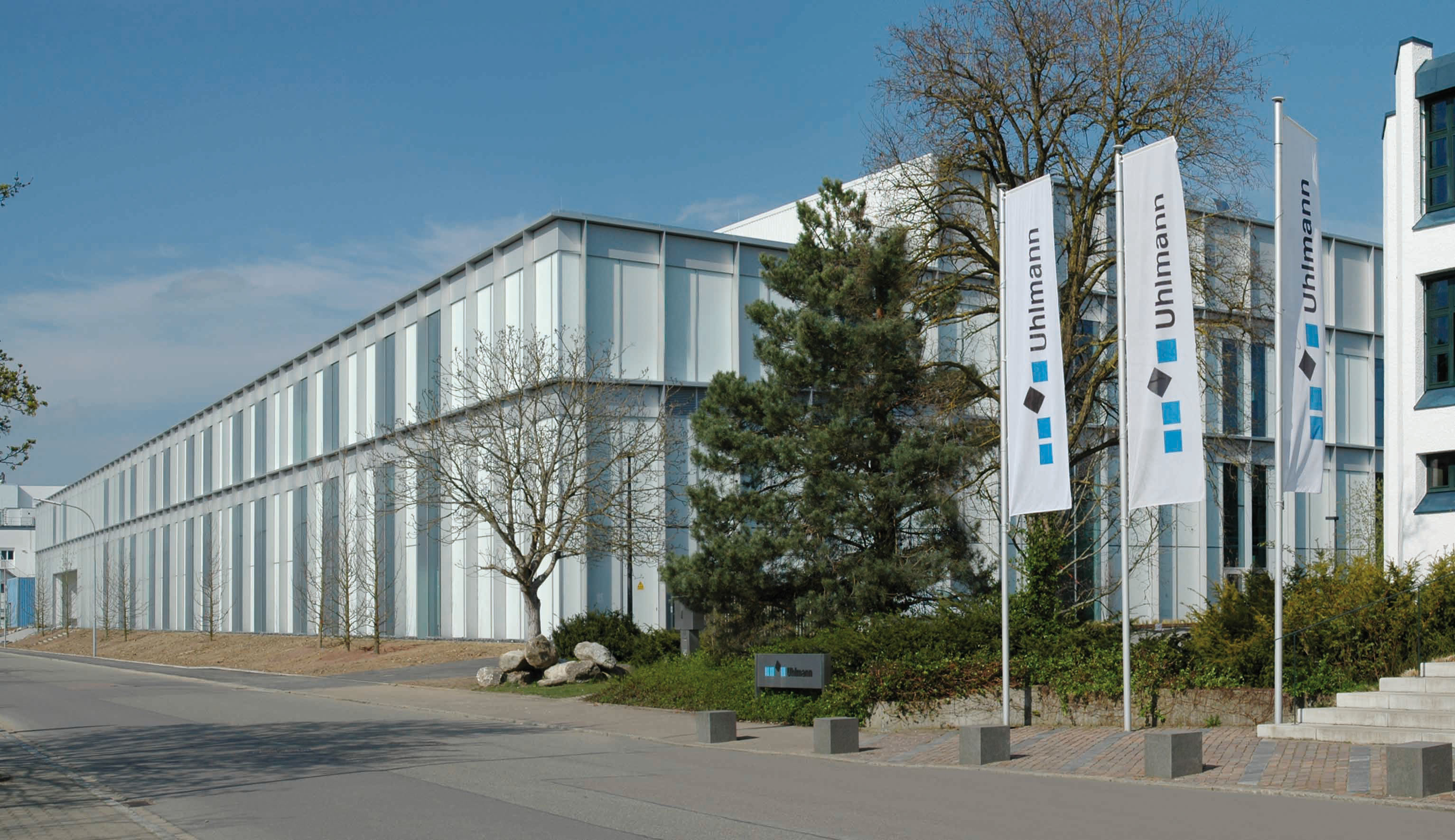
Eingang zum Hauptgebäude

Im Jahr 1948 begann der Firmengründer Josef Uhlmann mit der Produktion von Präzisionsformen für Zäpfchen. Sein Sohn Friedrich Uhlmann trat 1963 in die Firma ein und formte aus dem Handwerksbetrieb des Vaters ein Maschinenbauunternehmen. Nach dem Tod von Friedrich Uhlmann 1994 setzte seine Frau Hedwig Uhlmann die Tradition des Familienunternehmens fort. Seit dem 1. April 2007 ist ihr Sohn Tobias Uhlmann Aufsichtsratsvorsitzender von Uhlmann.

## Produkte

### Blistermaschinen
Das Produktportfolio umfasst Anlagen für die wirtschaftliche Produktion kleiner und mittlerer Chargen sowie für die Blockbuster-Produktion und Blistermaschinen für Solida-Produkte wie Tabletten, Kapseln oder Dragées und für Parenteralia wie Ampullen, Vials, Karpulen oder Spritzen.

### Kartonierer
Neben Blistern verpacken die Kartonierer auch Flaschen, Vials, Beutel, Tuben und andere pharmazeutische Produkte in Faltschachteln. Zuführungen für individuelle Produktbeigaben wie z. B. Broschüren, Dosierlöffel, Pipetten sind möglich.

### Endverpackungsanlagen
Das Produktprogramm der Endverpackungsanlagen umfasst Straffbanderolierer für banderolierte und geschrumpfte Gebinde, eine Volleinschlagmaschine für Gebinde mit heißsiegelfähiger Folie, Kartonsammelpacker zum Verpacken von Faltschachteln oder Gebinde in Versandkartons sowie Palettierer zum Stapeln von Packgütern auf Paletten.

### Flaschenlinien
Die Anlagen verpacken Tabletten und Kapseln in Flaschen. In diesen pharmagerechten Verpackungslinien sind Funktionen der Flaschenverpackung integriert von der Zuführung des Trockenmittels über die Tablettenbefüllung bis zum Versiegeln der Flaschen.

## Standorte und Unternehmen der Uhlmann Group
- Laupheim, Deutschland
- Towaco, USA
- Sandhurst, UK
- Göteborg, Schweden
- Breslau, Polen
- Madrid, Spanien
- Arlesheim, Schweiz
- Noisy-le-Grand, Frankreich
- São Paulo, Brasilien
- Singapur, Republik Singapur
- Shanghai, China
- Moskau, Russland
- Pune, Indien

Darüber hinaus ist Uhlmann mit über 40 Vertretungen weltweit präsent.

### Mit der Uhlmann Group verbundene Unternehmen
- KOCH Pac-Systeme GmbH, Pfalzgrafenweiler
- Goldfuß Engineering GmbH, Balingen
- Jinzhou Wonder Packing Machinery Co., Ltd., Jinzhou (China)
- Cremer Speciaalmachines B.V., Lisse (Niederlande)
- Axito sp. z o.o., Wrocław (Polen)